# Snijbloem
Snijbloemen zijn bloemen met bloemstengel, afkomstig van kruidachtige en houtige planten, die verwerkt kunnen worden in boeketten of bloemstukken.
In Nederland is er een belangrijke snijbloementeelt, waarbij de meeste bloemen worden verhandeld via een bloemenveiling.
Van snijbloemen is bekend dat ze veel pesticiden bevatten, zowel die van Nederlandse als die van buitenlandse herkomst. 

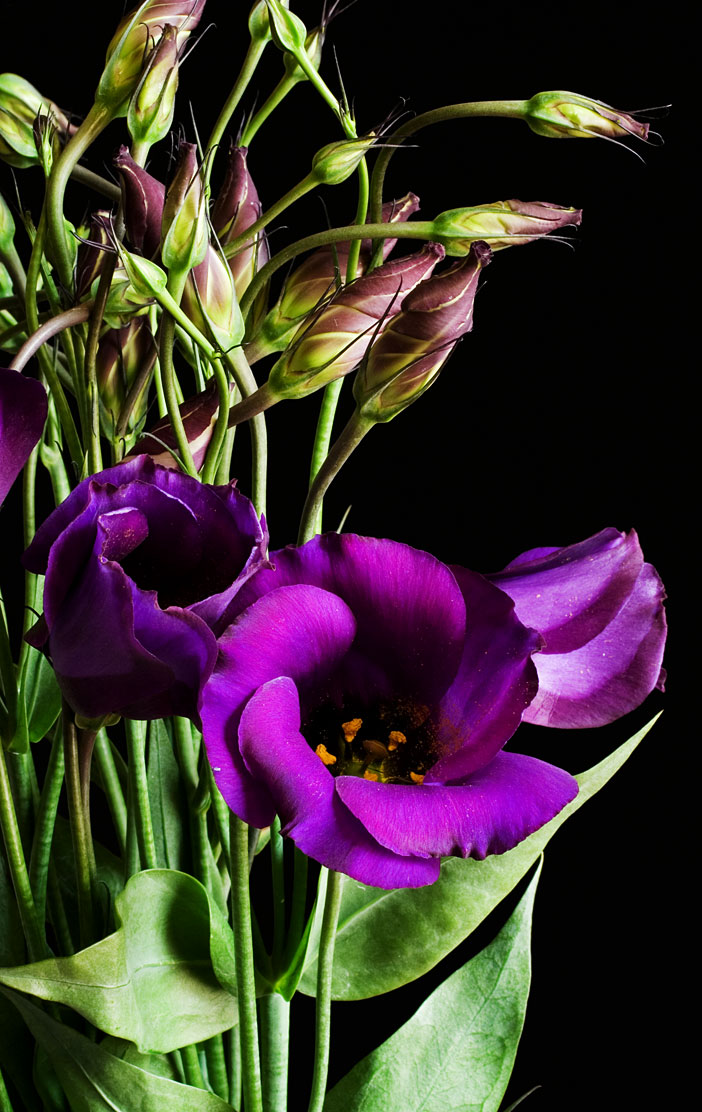
Eustoma of Lisianthus
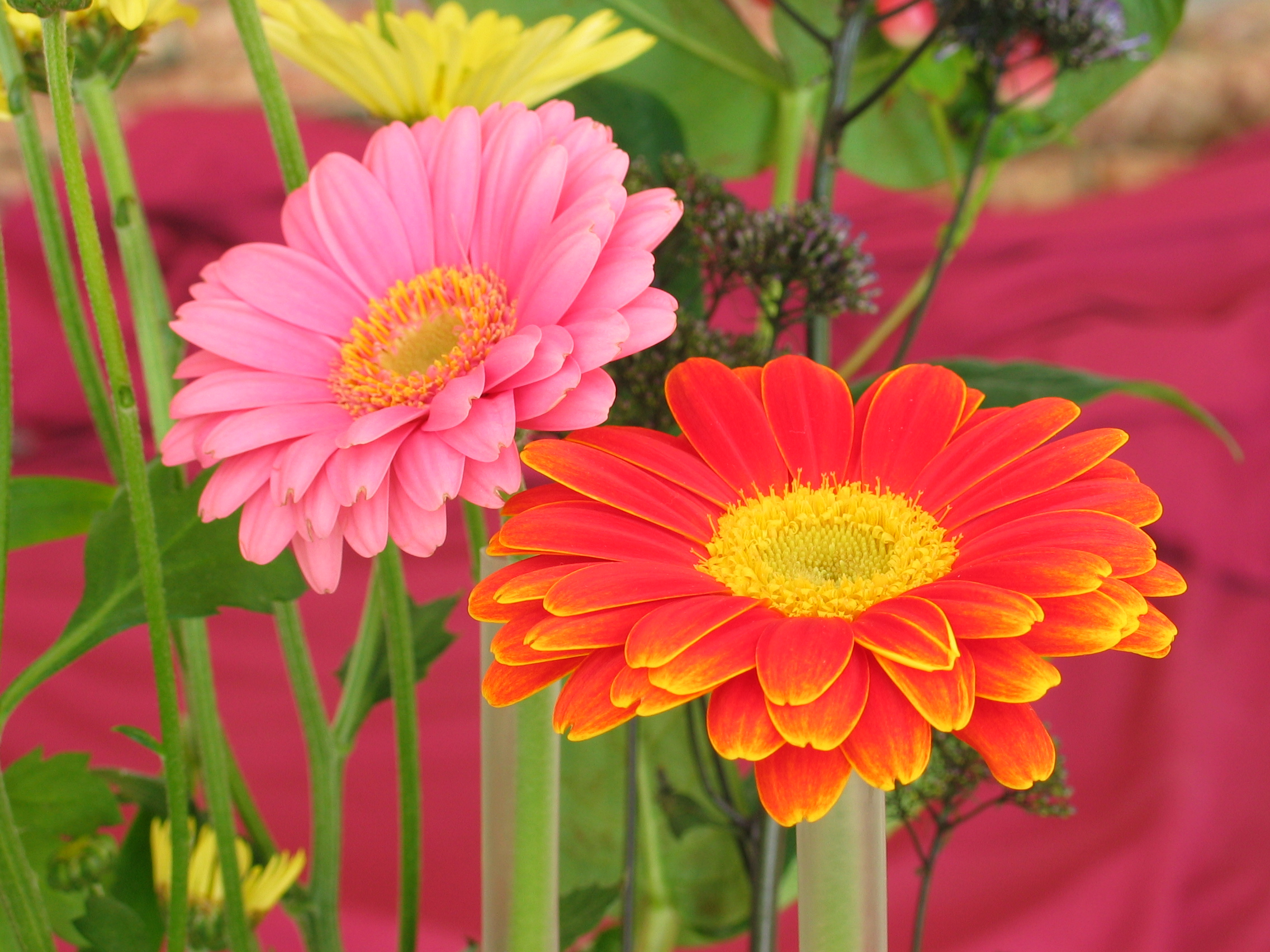
Gerbera
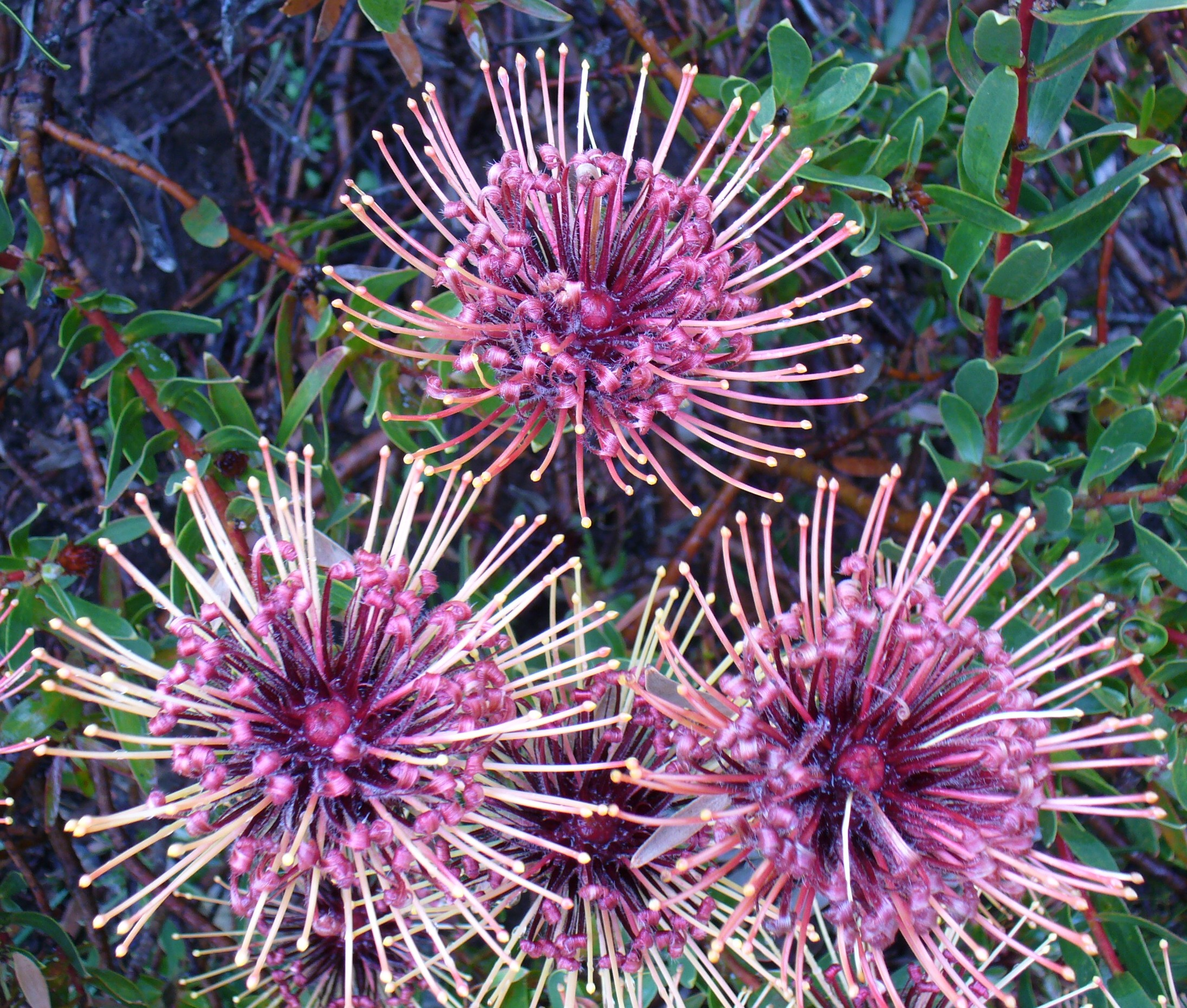
Leucospermum
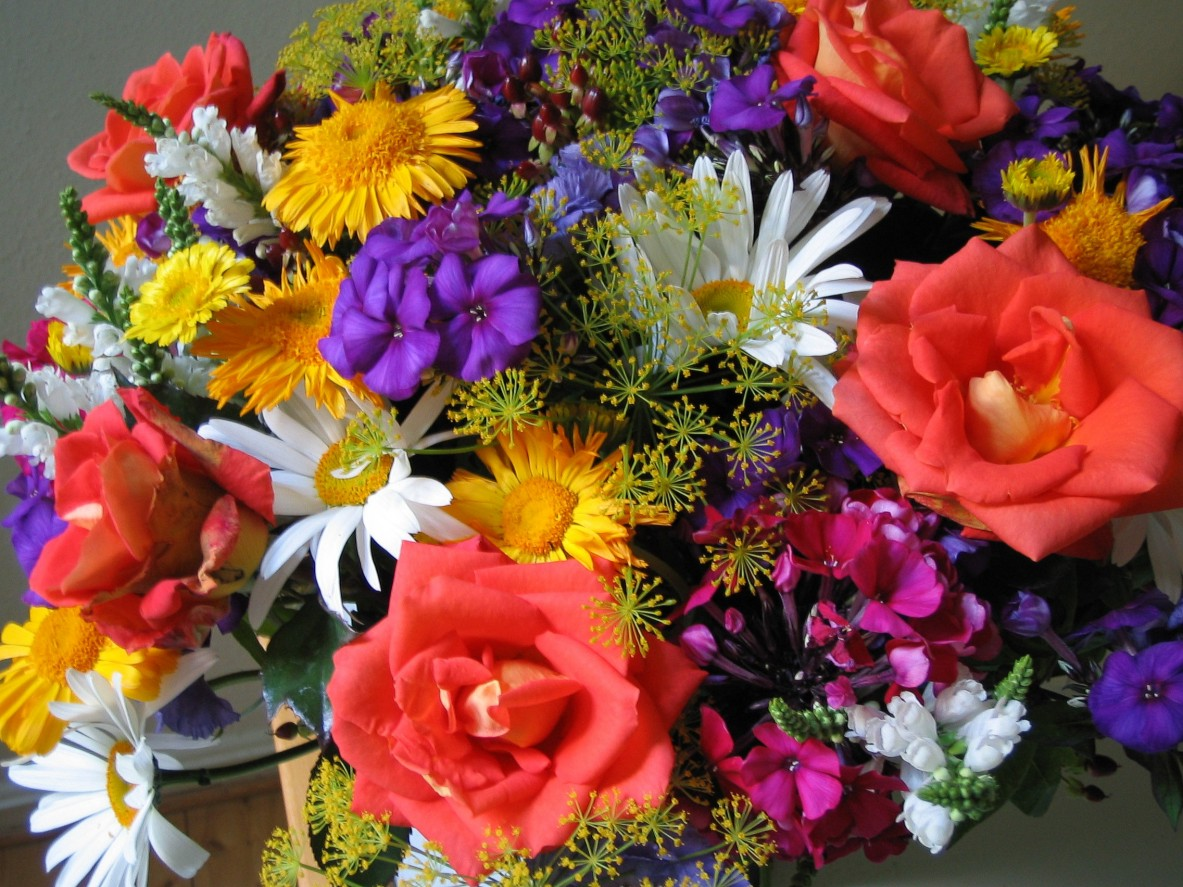
Bont boeket

## Pesticiden bij snijbloemen
Op snijbloemen zijn verschillende soorten pesticiden gevonden, onder andere de verboden stoffen dieldrin, acefaat, endrin, endosulfan en dichloorvos. Het merendeel van gevonden soorten biociden (vooral bij rozen en gemengde boeketten) zijn voor de gezondheid van de bloementelers en -verkopers en/of de biodiversiteit gevaarlijk, doordat ze kankerverwekkend en/of hormoonverstorend zijn, schade kunnen veroorzaken aan de voorplanting en/of het nageslacht, of mutaties kunnen veroorzaken in menselijk DNA.

## Houdbaarheid
Snijbloemen zijn enkele dagen tot enkele weken houdbaar. Om de houdbaarheid te vergroten wordt bloemenvoedsel, dat bestaat uit kunstmeststoffen en een bacteriedodende stof aan het water toegevoegd. 
Lathyrusbloemen zijn bijvoorbeeld slechts enkele dagen houdbaar, maar rozen kunnen soms 14 dagen of meer staan.

## Selectie van snijbloemen
- Ageratum
- Ananas
- Anthurium
- Aster
- Bouvardia
- Brodiaea
- Calla
- Celosia
- Cestrum
- Clarkia
- Craspedia
- Crocosmia
- Curcuma
- Cymbidium
- Dahlia
- Echinacea
- Eremurus robustus
- Eustoma (Lisianthus)
- Forsythia
- Freesia
- Gerbera
- Gomphrena
- Gypsophila
- Helenium
- Heliconia
- Hippeastrum
- Hoya
- Ixia
- Lavatera
- Leucadendron
- Leucospermum
- Liatris spicata
- Mimosa
- Monarda
- Nerine
- Paphiopedilum
- Pennisetum
- Pentas
- Phalaenopsis
- Platycodon grandiflorus
- Protea
- Solidaster
- Statice
- Stillingia
- Strelitzia
- Tanacetum
- Triteleia
- Vuylstekeara
- Zinnia

- Afrikaanse lelie, Agapanthus
- Amandel, Prunus amygdalus
- Amaryllis
- Anemoon, Anemone
- Anjer, Dianthus
- Basilicum, Ocimum basilicum
- Blauwe druifjes, Muscari botryoides
- Schildpadbloem, Chelone
- Chinese aster, Callistephus chinensis
- Chinese roos, Hibiscus rosa-sinensis
- Chrysant, Chrysanthemum
- Dille, Anethum graveolens
- Duifkruid, Scabiosa columbaria
- Duizendblad, Achillea
- Duizendschoon, ianthus barbatus
- Echte lampionplant, Physalis alkekengi
- Marjolein, Origanum majorana
- Ereprijs, Veronica
- Gelderse roos, Viburnum opulus
- Gladiool, Gladiolus
- Goudsbloem, Calendula officinalis
- Goudscherm, Bupleurum
- Groot akkerscherm, Ammi majus
- Groot sterrenscherm, Astrantia major
- Guldenroede, Solidago
- Halskruid, Trachelium
- Hazelaar, Corylus avellana
- Hortensia, Hydrangea
- Hyacint, Hyacinthus orientalis
- Incalelie, Alstroemeria
- Japanse spirea, Spiraea japonica
- Juffertje-in-het-groen, Nigella damascena
- Kangoeroepoot, Anigozanthos
- Kattenstaartamarant, Amaranthus caudatus
- Kerstroos, Helleborus niger
- Klaproos, Papaver
- Klimlelie, Gloriosa superba
- Klimop, Hedera helix
- Klokje, Campanula
- Klokken van Ierland, Moluccella laevis
- Kogeldistel, Echinops sphaerocephalus
- Koninginnekruid, Eupatorium cannabinum
- Korenbloem, Centaurea cyanus
- Leeuwenbek, Antirrhinum
- Lelie, Lilium
- Lelietje-van-dalen, Convallaria majalis
- Lis, Iris
- Look, Allium
- Mansbloed, Hypericum androsaemum
- Margriet, Leucanthemum
- Monnikskap, Aconitum
- Narcis, Narcissus
- Pepermunt, Mentha ×piperita
- Pioenroos, Paeonia
- Ranonkel, Ranunculus
- Ridderspoor, Delphinium
- Roos, Rosa
- Saffloer, Carthamus tinctorius
- Scharnierbloem, Physostegia
- Sering, Syringa vulgaris
- Sierkers, Prunus subg. Cerasus
- Sneeuwbal, Viburnum
- Sneeuwbes, Symphoricarpos albus
- Sterhyacint, Scilla
- Teunisbloem, Oenothera
- Tulp, Tulipa
- Vederdistel, Cirsium
- Vetkruid, Sedum
- Violier, Matthiola incana
- Vlambloem, Phlox
- Vogelmelk, Ornithogalum
- Vrouwenmantel, Alchemilla
- Wederik, Lysimachia
- Welriekende lathyrus, Lathyrus odoratus
- Witte aronskelk, Zantedeschia aethiopica
- Wolfsmelk, Euphorbia
- Zeepkruid, Saponaria officinalis
- Zijdeplant, Asclepias syriaca
- Zilverdistel, Carlina acaulis
- Zonnebloem, Helianthus annuus

## Bijhorend 'groen'
- Arachniodes
- Asparagus
- Aspidistra
- Buxus
- Chamaecyparis
- Coniferen
- Cotinus
- Cyperus
- Eucalyptus
- Euonymus
- Gaultheria
- Ilex
- Monstera
- Philodendron
- Photinia
- Pistacia
- Pittosporum
- Ruscus
- Salix
- Weigela